# Igor Klokov
Igor Klokov (* 1994 Jelec, Rusko) je ruský klasický kytarista a hudební pedagog.

## Umělecká činnost
Igor Klokov začal hrát na kytaru ve věku 15 let. Nejprve studoval na umělecké akademii v Rusku, kde v roce 2013 absolvoval. Ve stejném roce se přestěhoval do Česka, kde až do roku 2016 studoval u prof. Vladislava Blahy na Janáčkově akademii múzických umění v Brně. Poté pokračoval ve svém hudebním vzdělávání v Německu. Navštěvoval třídu prof. Huberta Käppela na Koblenz International Guitar Academy a také na Hochschule für Musik Mainz (magisterské studium a koncertní diplom). Kromě toho studoval na Haute École de Musique de Genève ve třídě prof. Judicaëla Perroye.
Igor Klokov si získal mezinárodní uznání díky mnoha prvním cenám na soutěžích (např. XIII Concurso Internacional de Guitarra de Sevilla, XXVII Concurso Internacional de Guitarra „Ciudad de Coria“, Concurso Internacional de Guitarra „Cidade de Lagoa“, Koblenz International Guitar Competition Hubert Käppel, International Guitar Competition GuitarArt v Bělehradě.
V roce 2024 získal 2. cenu na 56. ročníku Concorso Internazionale di Chitarra Classica „Michele Pittaluga“ v Alessandrii a 2. cenu na 39. ročníku Certamen Internacional Guitarra Clásica „Andrés Segovia“ v La Herradura.
Jeho debutové CD Hommage vyšlo v roce 2020 u labelu AureaVox po vítězství v Koblenz International Guitar Competition. Nahrávka zahrnuje kromě skladeb Rodriga a Giulianiho také kompletní Klavírní partitu č. 6 od J. S. Bacha.
Druhé CD Impermanence vzniklo v roce 2025 u britského labelu Contrastes Records. Rozmanitý program se skladbami od D. Bogdanoviće, R. Santiaga, M. Castelnuovo-Tedesca, A. Skrjabina, G. Santórsoly a D. Scarlattiho spojuje hudbu čtyř století a tří kontinentů.
Igor Klokov koncertuje po celém světě a je pravidelným hostem na mezinárodních hudebních festivalech. Kromě koncertní činnosti vede mistrovské kurzy a působí jako porotce.

## Diskografie
- 2020: Hommage – J. S. Bach, M. Giuliani, J. Rodrigo (AureaVox)
- 2025: Impermanence – D. Bogdanović, R. Santiago, G. Santorsola, M. Castelnuovo-Tedesco, A. Scriabin, D. Scarlatti (Contrastes Records)